# عبدالله معرفیه
عبدالله معرفیه (انگلیسی: Abdullah Marafee؛ زادهٔ ۱۳ آوریل ۱۹۹۲) یک بازیکن فوتبال اهل قطر است.

## باشگاهی
از باشگاه‌هایی که در آن بازی کرده‌است می‌توان به العربی قطر اشاره کرد.